# Dryopteris algonquinensis
Dryopteris algonquinensis är en träjonväxtart som beskrevs av Donald Macphail Britton. Dryopteris algonquinensis ingår i släktet Dryopteris och familjen Dryopteridaceae. Inga underarter finns listade.